# Hugo Landé

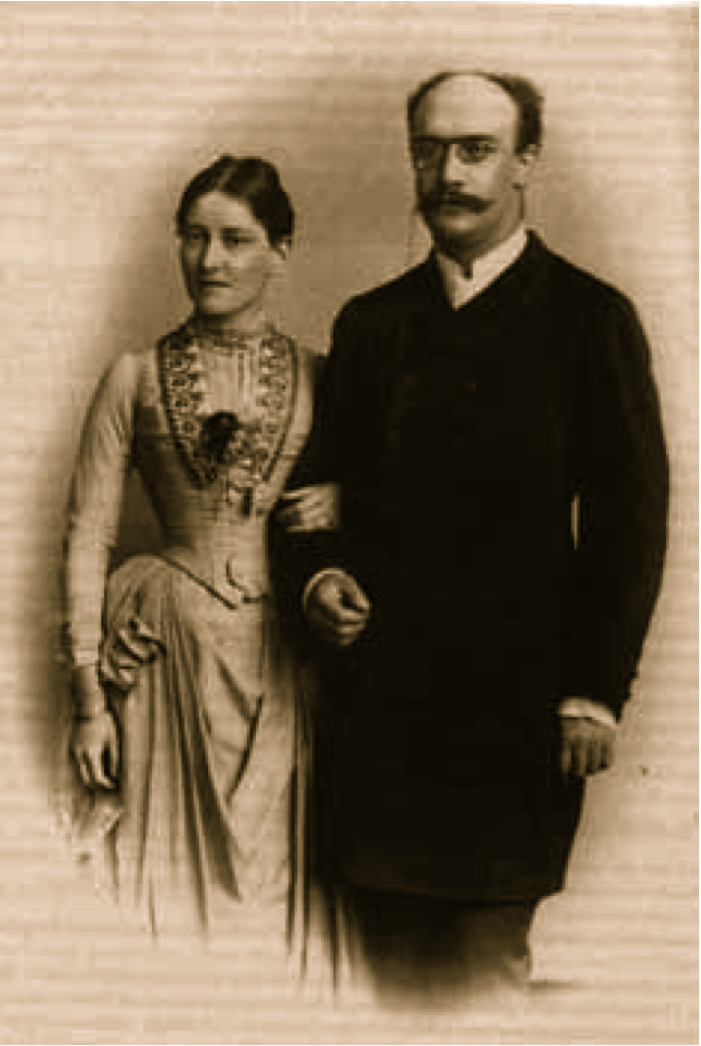
Thekla und Hugo Landé, Elberfeld, Foto um 1890

Hugo Landé (* 6. März 1859 in Ostrowo, Posen; † 14. September 1936 in Nyon) war ein deutscher Verwaltungsjurist und Mitglied der SPD.

## Leben und Beruf
Hugo Landés Vater Josef, ein jüdischer Kaufmann, war ein liberal denkender Jude und Demokrat. Einige Vorfahren dienten als Rabbi jüdischer Gemeinden; auf dem jüdischen Friedhof von Prag finden sich Gräber der Familie Landé. Hugo Landé hatte gut ausgeprägte mathematische Fähigkeiten und träumte davon, Astronom zu werden. Die Familie fürchtete zwar die hohen Ausgaben für eine wissenschaftliche Ausbildung, ermöglichte ihm aber nach dem Gymnasium das Studium der Rechtswissenschaften in Berlin, Leipzig, Breslau und Heidelberg. Nach seinem bestandenen juristischen Staatsexamen und anschließender Referendarzeit in Neuwied und Frankfurt am Main schlug er die Juristenlaufbahn ein. Im Alter von 27 Jahren eröffnet er 1886 eine eigene Anwaltskanzlei in Elberfeld.
1887 heiratete er seine Cousine Thekla Landé, eine der ersten gewählten weiblichen Abgeordneten im Rheinland.
Er gehörte der SPD an. 1891 gestaltete er das „Erfurter Programm“ mit. In den folgenden Jahren gehörte er zu den programmatischen Wegbereitern sozialdemokratischer Kommunalpolitik im Rheinland. Über 40 Jahre begleitete er die sozialdemokratische Geschichte in Elberfeld und später in Wuppertal.
Nach der Novemberrevolution ernannte ihn die preußische Staatsregierung zum 1. Oktober 1919 zum kommissarischen Regierungspräsidenten von Düsseldorf. Aus diesem Amt schied er zum 31. Dezember 1919 aus.
Landé hatte sich von der elterlichen Religion gelöst und wurde standesamtlich als Dissident geführt. Dies schützte ihn nicht davor, nach der Machtergreifung Hitlers als „Jude“ verfolgt zu werden. Er wanderte in die Schweiz aus, wo er 1936 Suizid beging.
Das Ehepaar Landé hatte vier Kinder:
- Alfred Landé (1888–1976), Physiker;
- Charlotte Landé (1890–1977), Kinderärztin, Stadtärztin von Frankfurt am Main und Fachautorin;
- Franz Landé (1893–1942), Musiker und Dirigent; am 30. September 1942 in Auschwitz ermordet;
- Eva Landé (1901–1977), Reformpädagogin und Emigrantin (siehe: Bekannte Mitglieder im Verband deutscher Lehreremigranten: Eva Landé und Erich Stedeli).